# Rezerwat przyrody Krzywiczyny
Rezerwat przyrody „Krzywiczyny” – leśny rezerwat przyrody na terenie województwa opolskiego, w powiecie kluczborskim, gminie Wołczyn. Jest położony około 2 km na południowy zachód od miejscowości Komorzno, w obrębie ewidencyjnym Krzywiczyny. Pod względem administracyjno-leśnym należy do Nadleśnictwa Namysłów, obręb Wołczyn.
Rezerwat „Krzywiczyny” powołano zarządzeniem Ministra Leśnictwa i Przemysłu Drzewnego z dnia 20 czerwca 1969. Ogólna powierzchnia rezerwatu wynosi 19,84 ha (akt powołujący podawał 19,70 ha). Celem ochrony jest „zachowanie ze względów naukowych i dydaktycznych fragmentu lasu mieszanego z domieszką jodły Abies alba na krańcach jej północnego zasięgu na Śląsku”.
W skład rezerwatu wchodzi niewielka część kompleksu dawnej Puszczy Komorzyńskiej. W drzewostanie, oprócz jodły (w wieku do 180 lat), występują: dąb bezszypułkowy i szypułkowy, buk zwyczajny, grab pospolity, brzoza brodawkowata, sosna zwyczajna, modrzew europejski, świerk pospolity i klon jawor. Stwierdzono tu występowanie 35 gatunków roślin naczyniowych. W runie dominują trawy – kłosownica leśna i śmiałek pogięty, dość licznie występuje naparstnica purpurowa.
Rezerwat znajduje się poza granicami wielkoobszarowych form ochrony przyrody.
Nadzór sprawuje Regionalny Konserwator Przyrody w Opolu. Na mocy obowiązującego planu ochrony ustanowionego w 2017 roku, obszar rezerwatu objęty jest ochroną czynną.